# Setodes squamosus
Setodes squamosus är en nattsländeart som beskrevs av Martin E. Mosely 1931. Setodes squamosus ingår i släktet Setodes och familjen långhornssländor. Inga underarter finns listade i Catalogue of Life.